# Eckhart (série télévisée d'animation)
Pour les articles homonymes, voir Eckhart.
Eckhart est une série télévisée d'animation canadienne en 39 épisodes de 22 minutes créée par David Weale, développée par Cheryl Wagner et diffusée entre le 8 septembre 2000 et le 26 mai 2002 sur Teletoon et en français sur Télétoon.
En France, elle est diffusée à partir de 2002 sur France 5 dans l'émission Midi les Zouzous.

## Synopsis
L'histoire d'Eckhart, un jeune souriceau qui est très courageux. Avec sa famille et ses amis, Sweeney et Bridgitte, il vit de nombreuses aventures qui le mènent parfois à faire échouer les manigances de Boss Mouse et de ses deux stupides acolytes, Antoine et Courteau.

## Doublage

### Voix originales
- Bill McFadden : Narrateur
- Jessica Pellerin : Eckhart
- Mitchell Underhay : Sweeney
- Martha MacIsaac : Bridgid

### Voix québécoises
- Yvon Thiboutot : Narrateur
- Xavier Dolan : Eckhart
- Marylène Gargour : Brigitte
- Jacques Lavallée : Jean-Jacques, le Maître des souris
- Hubert Fielden : Thomas
- Daniel Lesourd : Gaspard, le geai bleu
- Bernard Fortin : Contrand
- Johanne Garneau : Mme Dara
- François Sasseville : Antoine
- Philippe Martin : Martin, la mouette
- Hélène Lasnier : Francis
- Nicole Fontaine : Clara
- Sandrine Chauveau-Sauvé : Mathilde

 Source et légende : version québécoise (VQ) sur Doublage.qc.ca